# Vicente Joaquín Osorio de Moscoso y Guzmán

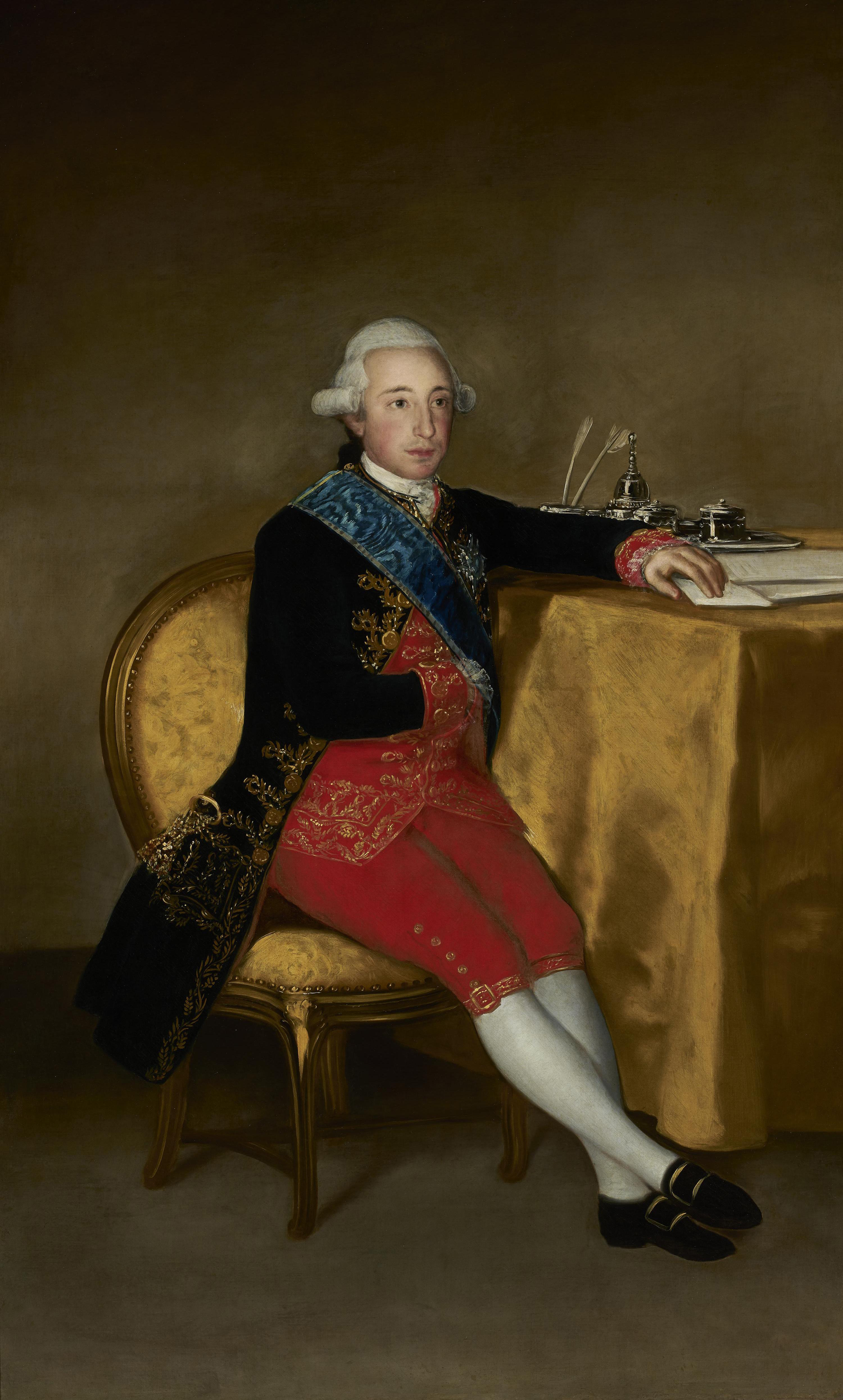
Vicente Joaquín Osorio de Moscoso por Francisco de Goya en 1787 (Colección del Banco de España)

Vicente Joaquín Osorio de Moscoso y Guzmán (Madrid, 10 de enero de 1756-Madrid, 26 de agosto de 1816), varias veces grande de España, fue un noble español, director del Banco de San Carlos, en el que colaboró para su fundación, servidor de la Casa Real de España y caballero de la Orden del Toisón de Oro. 

## Biografía
Era hijo de Ventura Antonio Osorio de Moscoso y Fernández de Córdoba (m. 6 de enero de 1776), que le había precedido en todos sus títulos, y de su esposa María de la Concepción de Guzmán y de la Cerda (m.7 de octubre de 1803), hija de los condes de Oñate,  marqueses de Montealegre, etc. A la muerte de su padre en 1776, heredó su inmensa fortuna y «fue uno de los hombres más poderosos y ricos de su época». Fue doctor en Derecho Civil y Canónico por la Universidad de Granada y miembro de la Academia de Bellas Artes.
Ligado familiarmente a la corte del Reino de España, su familia materna había ocupado importantes puestos; siendo su abuelo, su bisabuelo y su tatarabuelo sumilleres de corps de diferentes reyes. 
El rey Carlos III lo nombró, poco después, gobernador del Banco de San Carlos. 
Terminó asimismo las obras de su Palacio de Altamira de la calle Flor Alta de Madrid, iniciadas por su padre y proyectado por Ventura Rodríguez.
Viudo en 1798, el rey Carlos IV lo eligió en 1801 como su Caballerizo mayor. Tras el Motín de Aranjuez el nuevo rey Fernando VII lo confirmó en su puesto, si bien por poco tiempo pues, meses después, huyó a Bayona.
Durante la Guerra de la Independencia perteneció a la Junta Suprema Central y llegó a ser su presidente (1808-1809).

## Matrimonios y descendencia
Se casó el 3 de abril de 1774 con María Ignacia Álvarez de Toledo y Gonzaga, hija de Antonio Álvarez de Toledo Osorio, X marqués de Villafranca del Bierzo. De este matrimonio nacieron siete hijos, entre ellos Vicente Isabel Osorio de Moscoso y Álvarez de Toledo, que le sucedió en los títulos, y Bernardo Osorio de Moscoso y Álvarez de Toledo que fue chantre de la iglesia patriarcal de Sevilla y caballero de la Orden de Carlos III.
El 11 de diciembre de 1806 contrajo segundo matrimonio con María Magdalena Fernández de Córdoba y Ponce de León. de quien no hubo descendencia.

## Títulos nobiliarios, señoríos y distinciones
Ostentó los siguientes títulos:
duque de Atrisco, duque de Baena, duque de Maqueda, duque de Medina de las Torres, duque de Sanlúcar la Mayor, duque de Sessa, duque de Soma, marqués de Almazán, marqués de Astorga, XIII marqués de Ayamonte, marqués de Elche, marqués de Leganés, marqués de Mairena, marqués de Monasterio, marqués de Morata de la Vega, marqués de Poza, marqués de Velada, de San Román (antigua denominación), marqués de Villamanrique, conde de Altamira, conde de Arzarcóllar, conde de Avelino, conde de Cabra, conde de Lodosa, conde de Monteagudo de Mendoza, conde de Nieva, conde de Oliveto, XVII conde de Santa Marta de Ortigueira, conde de Trastámara, conde de Trivento, vizconde de Iznájar, barón de Bellpuig, barón de Calonge, barón de Liñola, señor y príncipe de Aracena, señor de Turienzo y señor de Villalobos
Fue también alférez mayor hereditario del pendón de la divisa del rey, guarda mayor hereditario del Reino de Castilla, caballero de la Orden del Toisón de Oro, Gran Cruz de Carlos III y gentilhombre de cámara con ejercicio.
| Predecesor: José Moñino y Redondo, conde de Floridablanca | Presidente de la Junta Central Suprema y Gubernativa del Reino 1808-1809 | Sucesor: Juan Acisclo de Vera y Delgado |